# Родіонова Олександра Василівна
Олександра Василівна Родіонова (рос. Александра Васильевна Родионова; 2 січня 1984, м. Братськ, Росія) — російська саночниця, яка виступає в санному спорті на професіональному рівні з 2001 року. В національній команді, учасник зимових Олімпійських ігор в 2006 (14 місце) і 2010 році в одиночних змаганнях й стала шостою в табелі рангів. Також починає здобувати успіхи на світових форумах саночників, починаючи з 2008 року балансує на межі 10 найкращих саночниць світу.